# Zeidane Inoussa
Zeidane Inoussa (Hässelby-Vällingby, Estocolmo, 13 de mayo de 2002) es un futbolista sueco que juega como delantero en el Swansea City A. F. C. de la EFL Championship.

## Trayectoria
Nació en Suecia, descendiente de padres benineses, y comenzó su carrera en el IF Brommapojkarna. Con apenas 16 años, firmó por el Stade Malherbe Caen para jugar en sus categorías inferiores. En la temporada 2020-21, jugó en el filial.
El 12 de septiembre de 2020 hizo su debut con el Stade Malherbe Caen en la Ligue 2, en una victoria por tres goles a cero frente al Rodez AF. En la temporada 2021-22, formó parte de la primera plantilla del Stade Malherbe Caen de Ligue 2, con el que disputó siete partidos durante la primera vuelta de la competición.
El 31 de enero de 2022 firmó por el Real Murcia Club de Fútbol de la Segunda División RFEF, en calidad de cedido por el Stade Malherbe Caen. El 31 de enero de 2023, el club grana y el jugador llegan a un acuerdo para rescindir su contrato de cesión, disputando un total de 29 partidos oficiales en los que logró 4 goles. Ese mismo día fue prestado al Valencia C. F. Mestalla.

## Selección nacional
Fue internacional con las selecciones sub-17, sub-19 y sub-21 de Suecia.

## Palmarés

### Títulos nacionales
| Título         | Club      | País   | Año  |
| -------------- | --------- | ------ | ---- |
| Copa de Suecia | BK Häcken | Suecia | 2025 |